# ماثيو كالدويل
ماثيو كالدويل (بالإنجليزية: Mathew Caldwell)‏ هو عسكري أمريكي، ولد في 8 مارس 1798 في كنتاكي في الولايات المتحدة، وتوفي في 28 ديسمبر 1842 في غونزاليس في الولايات المتحدة.